# Pico Guacamaya
El pico Guacamaya o Guacamayas es una formación rocosa tipo pico ubicado en la intersección de los municipios de Bacadéhuachi, Huachinera, y de Nácori Chico del estado mexicano de Sonora. Forma parte de la cordillera de montañas Sierra Madre Occidental, ubicado cerca de la división entre los estados de Sonora y Chihuahua, a una altitud de 2,620 metros sobre el nivel del mar, siendo la montaña y lugar más alto del estado de Sonora.

## Hidrografía
Se encuentra ubicado dentro de la cuenca hidrográfica del Río Yaqui.